# Уинчелл, Ньютон Хорас
Ньютон Хорас (Гораций) Уинчелл (англ. Newton Horace Winchell; 17 декабря 1839, Нью-Йорк, США — 2 мая 1914, США) — американский геолог.

## Биография
Окончил школу в Коннектикуте, затем был учителем в штате Коннектикут и Мичиган.
Одновременно изучал геологию в Мичиганском университете, который окончил в 1867 году со степенью магистра.
Позже, проводил исследования геологических полей в Мичигане, Огайо и Нью-Мексико. В 1872 году поселился в штате Миннесота, где под его руководством проводились геологические исследования естественной истории Миннесоты.
Читал лекции по геологии, ботанике и зоологии в Миннесотском университете.
В 1874 году он сопровождал топографическую экспедицию Джорджа Армстронга Кастера в горы Блэк-Хилс в Южной Дакоте и составил первую геологическую карту этой местности.
Основал ежемесячный журнал под названием «Американский геолог», который он редактировал в течение его существования с 1888 по 1905 год.
Был в числе основателей и в 1902 году президентом Геологического общества Америки. Соучредитель Миннесотской Академии наук. Активный участник Исторического общества штата Миннесота.
В 1909—1910 годах вместе с лингвистом Джорджом Фломом (George Flom) занимался изучением Кенсингтонского рунического камня, результаты своего исследования они опубликовали в 1910 году.

## Избранные труды
Автор 6-томного труда «The Geology of Minnesota: Final Report of the Geological and Natural History Survey of Minnesota» (1884). Внес значительный вклад в оценку продолжительности времени, прошедшего с момента отступления последнего ледника от Миннесоты.
- The Geology of Minnesota: Final Report of the Geological and Natural History Survey of Minnesota (6 томов), 1884
- History of the upper Mississippi Valley, Minneapolis 1881
- The iron ores of Minnesota: their geology, discovery, development, qualities, and origin, and comparison with those of other iron districts, Minneapolis 1891 (в соавт.)
- Natural gas in Minnesota, St. Paul 1889
- Elements of optical mineralogy; an introduction to microscopic petrography, with description of all minerals whose optical elements are known and tables arranged for their determination microscopically, New York, Van Nostrand 1909 (в соавт.)

Его сын геолог Александр Ньютон Уинчелл.